# Nemapogon acapnopennella
Nemapogon acapnopennella är en fjärilsart som beskrevs av James Brackenridge Clemens 1863. Nemapogon acapnopennella ingår i släktet Nemapogon och familjen äkta malar. Inga underarter finns listade i Catalogue of Life.